# Phlebobranchia
Phlebobranchia Lahille, 1887è un ordine di organismi tunicati della classe Ascidiacea.

## Tassonomia
Comprende le seguenti famiglie:
- Agneziidae Monniot C. & Monniot F., 1991
- Ascidiidae Herdman, 1882
- Cionidae Lahille, 1887
- Corellidae Lahille, 1888
- Hypobythiidae Sluiter, 1895
- Octacnemidae Herdman, 1888
- Perophoridae Giard, 1872
- Plurellidae Kott, 1973